# Gran Premio de Velocidad Ciudad de La Bañeza
El Gran Premio de Velocidad Ciudad de La Bañeza es una carrera de motociclismo de velocidad disputada en el Circuito Urbano de La Bañeza (León), organizada por el Motoclub Bañezano. Las primeras carreras fueron disputadas en el año 1952; desde entonces se siguen celebrando, a excepción de los años 1955, 1956, 1965, 1967, 1989, 2020 y 2021, en los que no pudo organizarse.

## Datos básicos

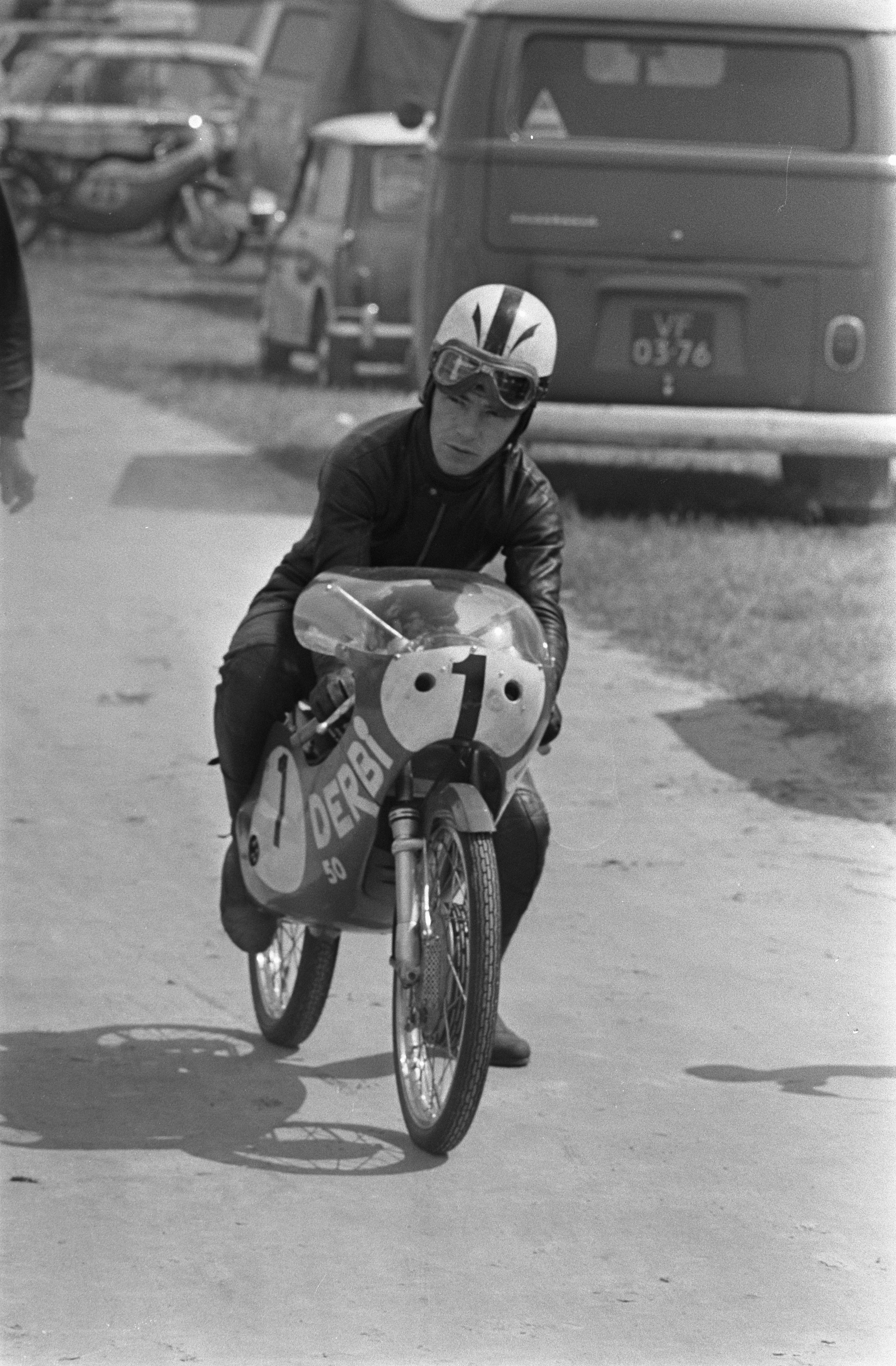
Ángel Nieto ganó en La Bañeza en 1958, un año después ganaría su primer mundial.

La carrera se celebra, por norma general, el segundo fin de semana de agosto, pudiéndose cambiar al tercero o primero, dependiendo de la organización de las Fiestas Patronales de La Bañeza en honor a Nuestra Señora de la Asunción. En la jornada del sábado, se realizan las verificaciones administrativas y técnicas, anteriores a la primera manga de entrenamientos libres, y a continuación los entrenamientos cronometrados para disputarse la clasificación del Gran Premio de Velocidad. Durante el domingo, se celebra una manga de calentamiento, para que a las 12:00 horas comience la carrera.
Desde las primeras carreras, la cita del Gran Premio bañezano fue destacada en los corredores que disputaban campeonatos de velocidad existentes en la época en el territorio español. Por las calles bañezanas han corrido pilotos de gran relevancia nacional e internacional como los españoles Ángel Nieto, Joan Garriga, Ricardo Tormo, Jorge Martínez Aspar, Champi Herreros, Benjamín Grau y Julián Miralles; o los británicos Phil Read y Frank Melling. Entre 1977 y 1985 el evento fue puntuable para el Campeonato de España de Velocidad.
La celebración del Gran Premio de motociclismo es el evento con mayor repercusión económica en la hostelería de la ciudad y comarca, junto al Carnaval de La Bañeza, debido a la gran asistencia de público.

## Categorías
Desde 1952 han participado en el Gran Premio distintas categorías, algunas como 80 cc, 125 Criterium, PreGP 125, 250 cc y Súper-Series, las cuales ya no compiten hoy en día. Actualmente éstas son las categorías a las que se les permite participar. En 2022 participó en los entrenamientos una categoría de motos eléctricas.
Motocicletas clásicas con motores de 2 Tiempos
Deben ser motocicletas fabricadas entre los años 1945 y 1972, no pudiendo ser de origen japonés. Motor monocilíndrico de dos tiempos refrigerado por aire y de cilindrada hasta 250 centímetros cúbicos.
Motocicletas clásicas con motores de 4 Tiempos
Podrán participar en esta categoría, motocicletas fabricadas entre 1945 y 1972, de origen no japonés. Motor monocilíndrico de cuatro tiempos refrigerado por aire y de una cilindrada hasta 500 centímetros cúbicos.
Motocicletas de 125 GP
Serán motocicletas de 125 centímetros cúbicos de cilindrada, con motor de dos tiempos.
Motocicletas de Moto3
Motocicletas de 250 centímetros cúbicos como máximo, monocilíndricos y con motor de cuatro tiempos, con las mismas exigencias participativas que la categoría de Moto3 del Campeonato del Mundo de Motociclismo.

## Circuito
Uno de los atractivos de esta prueba, es su realización en circuito urbano de acceso gratuito, siendo de los pocos que aún están en activo a nivel europeo y español. El trazado, que discurre por las calles de La Bañeza, es preparado, asfaltándose algunos tramos y protegido con pacas de paja.

El recorrido se ha visto modificado en varias ocasiones, buscando la mayor seguridad para pilotos y espectadores, y la espectacularidad de la carrera.

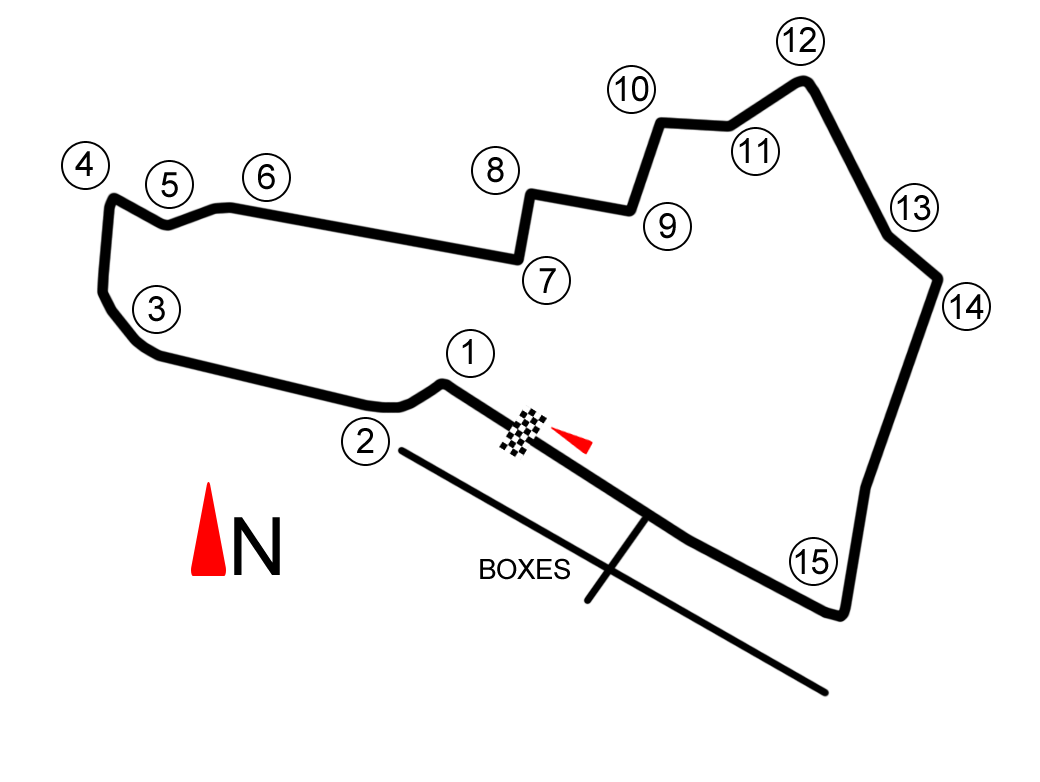
Trazado del circuito urbano de La Bañeza.

## Acontecimientos relacionados

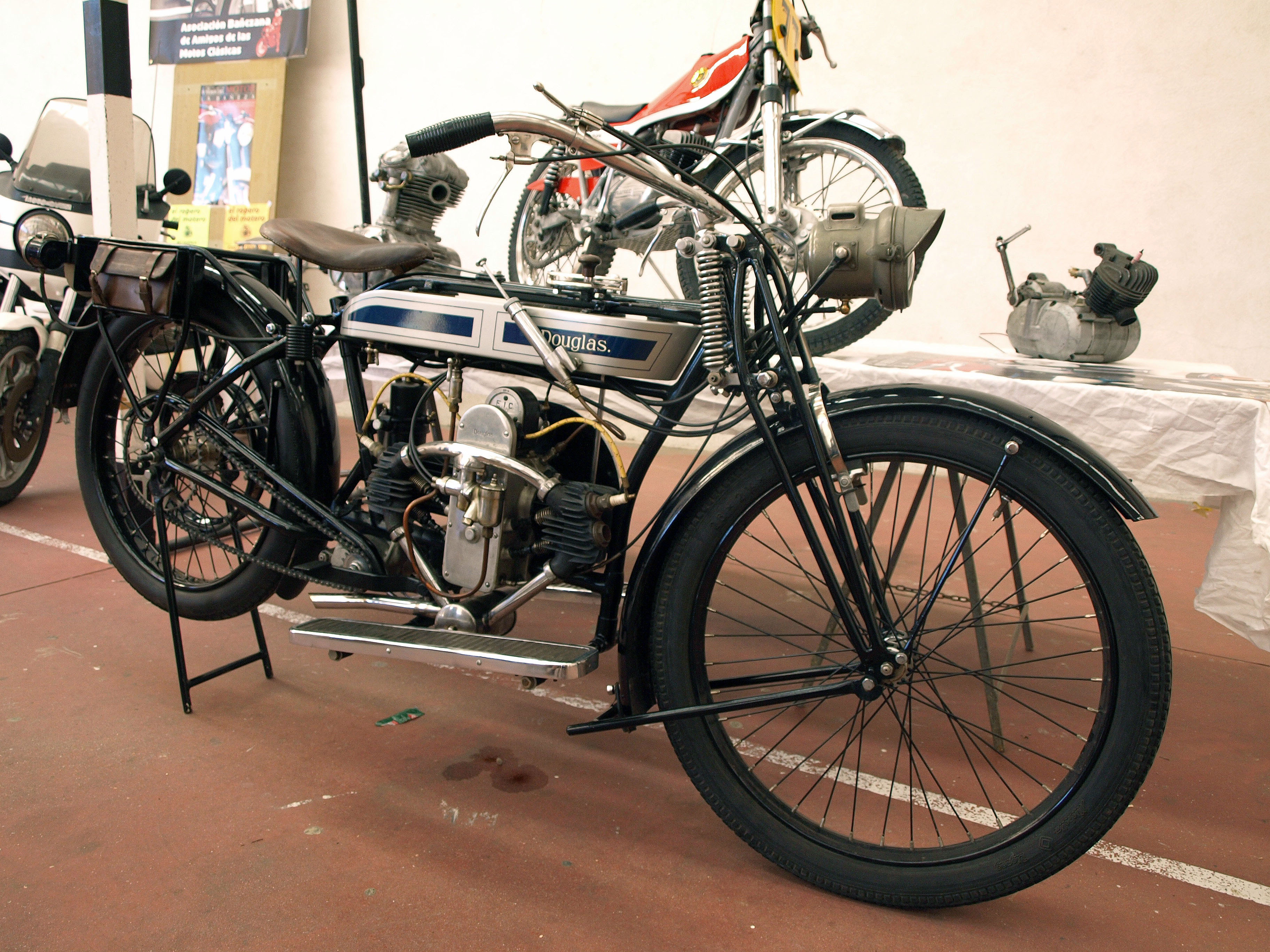
Motocicleta Douglas expuesta en la Feria del Motor de La Bañeza.

En el año 2004 se crea una Feria del Motor, que abre sus puertas de forma gratuita al público desde viernes hasta el domingo por la tarde, coincidiendo con la celebración del Gran Premio. En la feria, que con el tiempo ha crecido tanto en número de visitantes como en número de expositores, se puede apreciar exposiciones de automóviles y motocicletas clásicas, así como adquirir productos relacionados con vehículos clásicos, como recambios; y promocionales de diferentes marcas especializadas.
En 2017 se realizó un emotivo homenaje a Ángel Nieto al que acudieron sus familiares más cercanos. En él se descubrió una placa que da su nombre a la primera chicane del circuito urbano, un grafiti con un retrato del campeón del mundo de motociclismo y el calor y aplausos de miles de aficionados. En 2018 se cumplió el 50 aniversario de la victoria de Ángel Nieto en La Bañeza, el Motoclub Bañezano nombró padrino de honor de la prueba al equipo motociclisma profesional Ángel Nieto Team, en un homenaje al que acudió el director del equipo Gelete Nieto.
En 2019 se homenajeó al piloto Benjamín Grau con una curva a su nombre, a continuación de la chicane Ángel Nieto. Además, Grau participó en los entrenamientos clasificatorios quedándose fuera, y dio varias vueltas al circuito en la manga de exhibición, repitiendo resultados en 2022 y siendo homenajeado de nuevo dando varias vueltas al circuito. En 2019, el Motoclub Bañezano realizó un homenaje a los vecinos del barrio San Julián de La Bañeza. En 2023 el piloto Efrén Vázquez fue homenajeado, colocando una placa con su nombre en la curva número 6 del circuito urbano.

## Palmarés

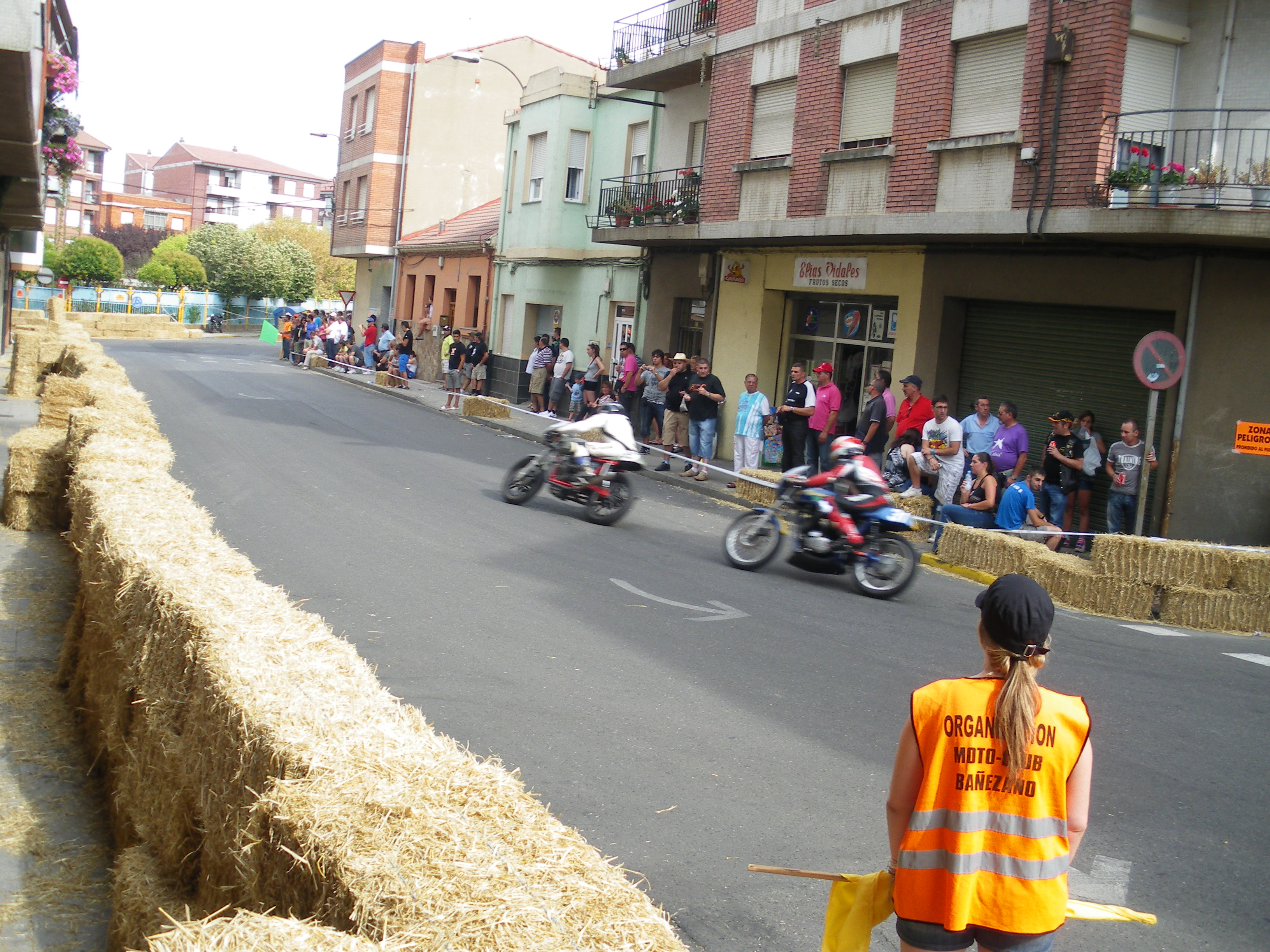
Instante del 52.º Gran Premio de Velocidad de La Bañeza.

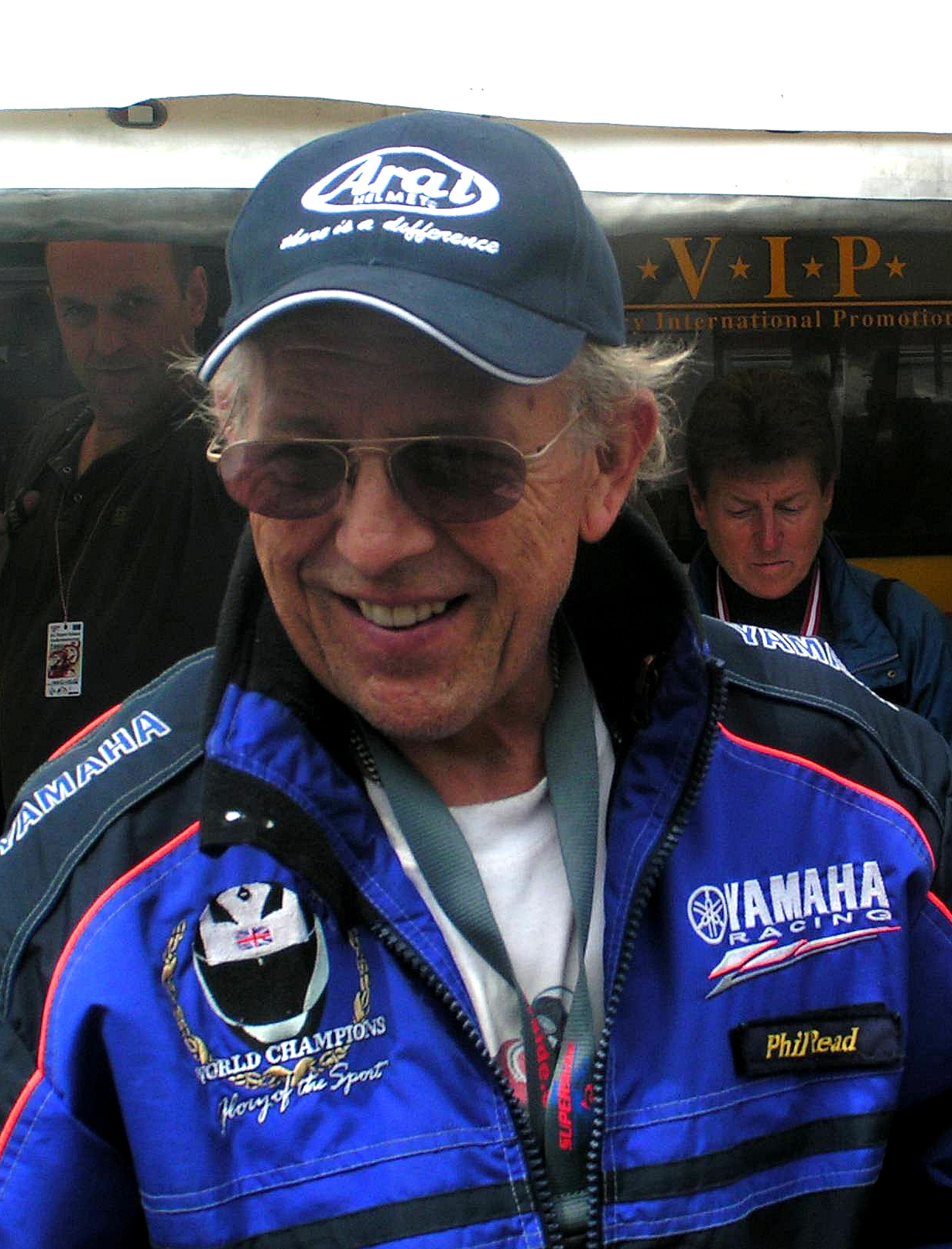
El 7 veces campeón del mundo, Phil Read «El Príncipe de la Velocidad», ganó en dos ocasiones la categoría de clásicas 4T en La Bañeza.

## Palmarés[12][13]
| Circuito original adoquinado | Circuito original adoquinado      | Circuito original adoquinado                  | Circuito original adoquinado |
| Año                          | 250cc                             | 125cc                                         | 50cc                         |
| ---------------------------- | --------------------------------- | --------------------------------------------- | ---------------------------- |
| 1954                         |                                   | Casimiro Vélez                                |                              |
| 1957                         | Manuel Iglesias (Cachorro)        |                                               |                              |
| 1958                         | Amabilio García                   |                                               |                              |
| 1959                         | López de la Torre                 |                                               |                              |
| 1960                         | López de la Torre                 |                                               |                              |
| 1961                         | Manuel Crespo                     |                                               |                              |
| 1962                         | Carlos Hernández                  |                                               |                              |
| 1963                         | César Gracia                      |                                               |                              |
| 1964                         | Ramón Torras                      |                                               |                              |
| 1966                         | José Medrano                      |                                               |                              |
| 1968                         | Ángel Nieto                       |                                               |                              |
| 1970                         | José Medrano                      | González de Nicolás                           |                              |
| 1971                         | Enrique Escuder                   | José Medrano                                  |                              |
| 1972                         | Enrique Escuder                   | Benjamín Grau                                 |                              |
| 1973                         | Enrique Escuder                   | Benjamín Grau                                 |                              |
| 1974                         | Enrique Escuder                   | Benjamín Grau                                 |                              |
| 1975                         | Bernardo P. Calafat               | Carlos de San Antonio                         |                              |
| 1976                         | Daniel Mateos                     | Ángel del Pozo                                |                              |
| 1977                         | Gregorio Cañizares                | Enrique Triguero                              | J. Antonio Inglés            |
| 1978                         |                                   | Juan Ferrández                                | Daniel Mateos                |
| 1979                         | Francisco P. Calafat              | Daniel Mateos                                 |                              |
| Circuito nuevo               |                                   |                                               |                              |
| Año                          | 250cc                             | 125cc                                         | 80cc                         |
| 1980                         | Benjamín Grau (S) Juan Moreno     | Benjamín Grau (S) Pedro Múgica                |                              |
| 1981                         | Benjamín Grau (S) Antonio Boronat | Jorge Martínez Aspar (S) Vicente Peiró        | Vicente Peris                |
| 1982                         | Paco Rico (S) Antonio Oliveros    | Pedro Cegarra (S) López Andreu                | Antonio Olmos                |
| 1983                         | Antonio Oliveros                  | Pepe Giménez                                  | Pepe Giménez                 |
| 1984                         | Luis A. Navarro                   | Manuel "Champi" Herreros (S) José S. Calabuig | Julián Miralles              |
| 1985                         | Javier Cardelús                   | Salvador Angosto                              | José A. Muñoz Ferri          |
| 1986                         |                                   | Manuel Hernández                              | Julián Miralles              |
| 1987                         | Vicente M. Faubel                 | Antonio Núñez                                 |                              |
| 1988                         | Rocher Moltó                      | José S. Calabuig                              |                              |
| Circuito original asfaltado  |                                   |                                               |                              |
| Año                          | 125cc                             | 125 Junior                                    |                              |
| 1990                         | José S. Calabuig                  | Mario Pastor                                  |                              |
| 1991                         | Rocher Moltó                      | Salvador Martín                               |                              |
|                              | 125 GP                            | 125 Criterium                                 | Clásicas (2T+4T)             |
| 1992                         | Julián Miralles                   | Raúl Royo                                     |                              |
| 1993                         | Julián Miralles                   | Jesús Chelet                                  |                              |
| 1994                         | Jesús Chelet                      | Javier Hervás                                 | Rafael Chaparro              |
| 1995                         | Jesús Chelet                      | Javier Oltra Benavent                         | Rafael Chaparro              |

- (S): Categoría Súper

| Circuito nuevo inverso | Circuito nuevo inverso   | Circuito nuevo inverso | Circuito nuevo inverso | Circuito nuevo inverso |
| Año                    | 125cc                    | 125 Criterium          | Clásicas 2T            | Clásicas 4T            |
| ---------------------- | ------------------------ | ---------------------- | ---------------------- | ---------------------- |
| 1996                   | Ricardo Vélez            | Javier Oltra Benavent  | Ángel Díez             | Rafael Royo            |
| 1997                   | Iván Martínez            | Javier Oltra Benavent  | Sergio Granados        | Pepín San Millán       |
| 1998                   | Julián Miralles          | Javier Oltra Benavent  | Francisco Alarcón      | Pepín San Millán       |
| 1999                   | Jerónimo Castillejo      | Javier Oltra Benavent  | Francisco Alarcón      | Pepín San Millán       |
| 2000                   | Bernat Martínez Mas      | Javier Oltra Benavent  | José Ángel Muñoz Ferri | Pepín San Millán       |
| 2001                   | Eduardo Callejas         | Sergio Fuertes         | Alberto Pertejo        | Pepín San Millán       |
| 2002                   | Xavi Forés               | Javier Oltra Benavent  | José Ángel Muñoz Ferri | Juan Martín Martín     |
| 2003                   | Manuel Hernández «Jr.»   | Javier Oltra Benavent  | José Ángel Muñoz Ferri | Phil Read              |
| 2004                   | Dani Sáez                | Javier Oltra Benavent  | José Ángel Muñoz Ferri | Phil Read              |
| 2005                   | Vicente Mañogil          | Eduardo Martín         | Jorge Cabanes          | Juan Martín Martín     |
| 2006                   | Daniel Villar Machado    | Ricardo Menéndez       | José Ángel Muñoz Ferri | Pepín San Millán       |
|                        | 125 GP                   | Pre GP                 | Clásicas 2T            | Clásicas 4T            |
| 2007                   | Daniel Villar Machado    | Jorge Villar Machado   | José Montañés          | Pepín San Millán       |
| 2008                   | Dani Sáez                | Josep Rodríguez        | José Montañés          | López Cuervo           |
| 2009                   | Manuel Hernández «Jr.»   |                        | Jorge Cabanes          | Juan Martín Martín     |
|                        | 125 GP                   | Bicilíndricas          | Clásicas 2T            | Clásicas 4T            |
| 2010                   | Dani Sáez                | Juan M. Calvo          | José Montañés          | Alberto Martínez       |
| 2011                   | Dani Sáez                | Bruno Heres            | Rafael Vicente         | Ricardo Escobar        |
|                        | 125 GP & Moto3           |                        | Clásicas 2T            | Clásicas 4T            |
| 2012                   | Álex Martínez Mas        |                        | Sergio Fuertes         | Ricardo Escobar        |
| 2013                   | Manuel Hernández «Jr.»   | Miguel Cortijo         | Ricardo Escobar        |                        |
| 2014                   | Dani Sáez                | Sergio Fuertes         | Hugo Carlos Lacunza    |                        |
| 2015                   | Antonio Jesús Castillejo | Sergio Fuertes         | Pedro Múgica           |                        |
| 2016                   | Antonio Jesús Castillejo | Sergio Fuertes         | Pedro Múgica           |                        |
|                        | 125 GP & Moto3           | SuperSeries            | Clásicas 2T            | Clásicas 4T            |
| 2017                   | Antonio Jesús Castillejo | Hugo González Menéndez | Sergio Fuertes         | Adrián Hermida         |
| 2018                   | Antonio Jesús Castillejo | Adrián Hermida Feal    | Sergio Fuertes         | Hugo Carlos Lacunza    |
| 2019                   | Manuel Hernández «Jr.»   | Adrián Hermida Feal    | Sergio Fuertes         | Hugo Carlos Lacunza    |
|                        | 125 GP & Moto3           | EuroTwins              | Clásicas 2T            | Clásicas 4T            |
| 2022                   | Álex Martínez Mas        |                        | Sergio Fuertes         | Juan Francisco García  |
| 2023                   | Álex Martínez Mas        | Hugo González Menéndez | Sergio Fuertes         | Hugo Carlos Lacunza    |
| 2024                   | Álex Martínez Mas        | David Posada           | Sergio Fuertes         | Álex Martínez Mas      |
| 2025                   | Miguel Á. Fernández      |                        |                        |                        |

### Otras carreras/categorías
| Año  | Carrera/Trofeo | Ganador                  |
| ---- | -------------- | ------------------------ |
| 1963 | Velomotores    | Ramiro Blanco            |
| 1970 | 50cc a 75cc    | Juan Sánchez             |
| 1980 | 250cc Junior   | Fernando Cubillo         |
| 1980 | 125cc Junior   | Francisco Vélez          |
| 2016 | 80cc clásicas  | Antonio Jesús Castillejo |

## Estadísticas

### Las leyendas del GP (Más victorias)
| Nombre                | País | Victorias | Categorías con victoria     |
| --------------------- | ---- | --------- | --------------------------- |
| Sergio Fuertes        | ESP  | 11        | Clásicas 2T y 125 Criterium |
| Javier Oltra          | ESP  | 9         | 125 Criterium               |
| Pepín San Millán      | ESP  | 7         | Clásicas 4T                 |
| Benjamín Grau         | ESP  | 6         | 125 y 250 cc                |
| Dani Sáez             | ESP  | 5         | 125 y Moto3                 |
| Julián Miralles       | ESP  | 5         | 125 cc y 80 cc              |
| Antonio J. Castillejo | ESP  | 5         | 125 y Moto3; 80 cc          |
| J.A. Muñoz Ferri      | ESP  | 5         | Clásicas 2T y 80 cc         |
| Alex Martínez Mas     | ESP  | 5         | 125 y Moto3; Clásicas 2T    |

| N.º | Nombre                   | País |
| --- | ------------------------ | ---- |
| 5   | Dani Sáez                | ESP  |
| 4   | Antonio Jesús Castillejo | ESP  |
| 4   | Benjamín Grau            | ESP  |
| 4   | Manuel Hernández «Jr.»   | ESP  |
| 4   | Alex Martínez Mas        | ESP  |

| N.º | Nombre                | País |
| --- | --------------------- | ---- |
| 9   | Javier Oltra Benavent | ESP  |

| N.º | Nombre              | País |
| --- | ------------------- | ---- |
| 7   | Pepín San Millán    | ESP  |
| 4   | Hugo Carlos Lacunza | ESP  |
| 3   | Ricardo Escobar     | ESP  |
| 3   | Juan Martín Martín  | ESP  |

| N.º | Nombre                   | País |
| --- | ------------------------ | ---- |
| 10  | Sergio Fuertes           | ESP  |
| 4   | Muñoz Ferri (José Ángel) | ESP  |
| 3   | José Montañés            | ESP  |

### Podios
| 125 GP & Moto3 (2000, 2007-2023) | 125 GP & Moto3 (2000, 2007-2023) | 125 GP & Moto3 (2000, 2007-2023) | 125 GP & Moto3 (2000, 2007-2023) |
| Año                              | Primero                          | Segundo                          | Tercero                          |
| -------------------------------- | -------------------------------- | -------------------------------- | -------------------------------- |
| 2000                             | Bernat Martínez Mas              | Javier Oltra Benavent            | Michel García                    |
| 2007                             | Daniel Villar Machado            | Jorge Belloso                    | Jorge Villar Machado             |
| 2008                             | Dani Sáez                        | Juan Francisco Risueño           | Jorge Belloso                    |
| 2009                             | Manuel Hernández «Jr.»           | Jorge Belloso                    | Dani Sáez                        |
| 2010                             | Dani Sáez                        | Jorge Belloso                    | Antonio Jesús Castillejo         |
| 2011                             | Dani Sáez                        | Álex Martínez Mas                | Jorge Belloso                    |
| 2012                             | Álex Martínez Mas                | Sergio Fuertes                   | Dani Sáez                        |
| 2013                             | Manuel Hernández «Jr.»           | Álex Martínez Mas                | Dani Sáez                        |
| 2014                             | Dani Sáez                        | Antonio Jesús Castillejo         | Sergio Fuertes                   |
| 2015                             | Antonio Jesús Castillejo         | Álex Martínez Mas                | Aitor Cremades                   |
| 2016                             | Antonio Jesús Castillejo         | Jerónimo Castillejo              | Aitor Cremades                   |
| 2017                             | Antonio Jesús Castillejo         | Álex Martínez Mas                | Jerónimo Castillejo              |
| 2018                             | Antonio Jesús Castillejo         | Álex Martínez Mas                | Aitor Cremades                   |
| 2019                             | Manuel Hernández «Jr.»           | Aitor Cremades                   | Álex Martínez Mas                |
| 2022                             | Álex Martínez Mas                | Kevin Sojo Martínez              | Aitor Cremades                   |
| 2023                             | Álex Martínez Mas                | Vicente Pérez Selfa              | Aitor Cremades                   |

| Clásicas 2T (2000, 2007-2023) | Clásicas 2T (2000, 2007-2023) | Clásicas 2T (2000, 2007-2023) | Clásicas 2T (2000, 2007-2023) |
| Año                           | Primero                       | Segundo                       | Tercero                       |
| ----------------------------- | ----------------------------- | ----------------------------- | ----------------------------- |
| 2000                          | José Ángel Muñoz Ferri        | Francisco Alarcón             | Ángel Díaz                    |
| 2007                          | José Montañés                 | Jorge Cabanes                 | Alberto Gisbert               |
| 2008                          | José Montañés                 | Manuel Hernández              | José Ángel Muñoz Ferri        |
| 2009                          | Jorge Cabanes                 | Moisés Giménez                | Antonio Herrera               |
| 2010                          | José Montañés                 | Manuel Hernández              | Jorge Cabanes                 |
| 2011                          | Rafael Vicente                | Antonio Herrera               | Manuel Hernández              |
| 2012                          | Sergio Fuertes                | Miguel Cortijo                | Adrián Hermida                |
| 2013                          | Miguel Cortijo                | José Rollo                    | Abel Matilla                  |
| 2014                          | Sergio Fuertes                | Juan Carlos Espí              | Jorge Cabanes                 |
| 2015                          | Sergio Fuertes                | Javier Triguero               | Miguel Cortijo                |
| 2016                          | Sergio Fuertes                | Jorge Cabanes                 | José Rollo                    |
| 2017                          | Sergio Fuertes                | Juan Carlos Espí              | J.Miguel Salazar              |
| 2018                          | Sergio Fuertes                | Juan Francisco Risueño        | Miguel Cortijo                |
| 2019                          | Sergio Fuertes                | José Miguel Salazar           | Javier Triguero               |
| 2022                          | Sergio Fuertes                | Juan Francisco Risueño        | Juan Carlos Espí              |
| 2023                          | Sergio Fuertes                | Alejandro Martínez Mas        | Juan Carlos Espí              |

| Clásicas 4T (2000, 2007-2023) | Clásicas 4T (2000, 2007-2023) | Clásicas 4T (2000, 2007-2023) | Clásicas 4T (2000, 2007-2023) |
| Año                           | Primero                       | Segundo                       | Tercero                       |
| ----------------------------- | ----------------------------- | ----------------------------- | ----------------------------- |
| 2000                          | Pepín San Millán              | Juan Martín Martín            | Ricardo Escobar               |
| 2007                          | Pepín San Millán              | Juan Martín                   | Peter Mertz                   |
| 2008                          | López Cuervo                  | Alfonso Serrano               | Hugo Lacunza                  |
| 2009                          | Juan Martín Martín            | Ricardo Escobar               | Bruno Heres                   |
| 2010                          | Alberto Martínez              | Ricardo Escobar               | Hugo Lacunza                  |
| 2011                          | Ricardo Escobar               | Pedro Múgica                  | Hugo Lacunza                  |
| 2012                          | Ricardo Escobar               | Mauro Abadini                 | Bruno Heres                   |
| 2013                          | Ricardo Escobar               | Fernando Casanova             | López Cuervo                  |
| 2014                          | Hugo Carlos Lacunza           | Jorge Quirós                  | Bruno Heres                   |
| 2015                          | Pedro Múgica                  | Fernando Casanova             | Bruno Heres                   |
| 2016                          | Pedro Múgica                  | Joaquín Robles                | José M.Buiturón               |
| 2017                          | Adrián Hermida                | Hugo Lacunza                  | Pedro Múgica                  |
| 2018                          | Hugo Carlos Lacunza           | Bruno Heres                   | José Manuel Coto              |
| 2019                          | Hugo Carlos Lacunza           | Adrián Hermida                | José Manuel Coto              |
| 2022                          | Juan Francisco García         | Hugo Carlos Lacunza           | Jorge Abal Padín              |
| 2023                          | Hugo Carlos Lacunza           | Juan Francisco García         | Ricardo Figueroa              |

| Bicilíndricas (2010-2011), SuperSeries (2017-2019), EuroTwins (2023) | Bicilíndricas (2010-2011), SuperSeries (2017-2019), EuroTwins (2023) | Bicilíndricas (2010-2011), SuperSeries (2017-2019), EuroTwins (2023) | Bicilíndricas (2010-2011), SuperSeries (2017-2019), EuroTwins (2023) |
| Año                                                                  | Primero                                                              | Segundo                                                              | Tercero                                                              |
| -------------------------------------------------------------------- | -------------------------------------------------------------------- | -------------------------------------------------------------------- | -------------------------------------------------------------------- |
| 2010                                                                 | Juan Miguel Calvo                                                    | Joan Garriga                                                         | Faustino Hernández                                                   |
| 2011                                                                 | Bruno Heres                                                          | Javier López                                                         | Rodrigo Zaragoza                                                     |
| 2017                                                                 | Hugo González Menéndez                                               | Maxi Llamedo                                                         | Jaime Díaz                                                           |
| 2018                                                                 | Adrián Hermida                                                       | Hugo González Menéndeza                                              | Maxi Llamedo                                                         |
| 2019                                                                 | Adrián Hermida                                                       | Carlos González                                                      | Juan Francisco García                                                |
| 2023                                                                 | Hugo González Menéndez                                               | Juan Francisco García                                                | David López González                                                 |